# Morti il 26 maggio
| Questa pagina contiene informazioni ricavate automaticamente dalle voci biografiche con l'ausilio del template Bio e di un bot. L'aggiornamento è periodico e automatico e ricostruisce completamente la pagina. Se manca una persona in questa lista, sei pregato di non aggiungerla, ma accertati piuttosto che la sua voce biografica contenga il template Bio e che i dati anagrafici siano correttamente compilati. Se il template Bio manca, inseriscilo tu stesso o, in alternativa, metti l'avviso {{tmp\|Bio}} che ne segnala la mancanza. Se i dati riportati sono sbagliati, correggi direttamente la voce biografica; le modifiche saranno visibili in questa lista entro pochi giorni. Per chiarimenti vedi il progetto biografie. La lista contiene solo le 503 persone che sono citate nell'enciclopedia e per le quali è stato implementato correttamente il template Bio. Pagina aggiornata al 9 ago 2025. |

## V secolo(1)
- 451 - Vardan Mamikonian, militare armeno (n. 393)

## VII secolo(1)
- 604 - Agostino di Canterbury, monaco cristiano, arcivescovo e santo britannico (n. 534)

## VIII secolo(1)
- 735 - Beda il Venerabile, santo e scrittore anglosassone

## IX secolo(1)
- 868 - Tadone di Milano, arcivescovo italiano

## X secolo(1)
- 946 - Edmondo I d'Inghilterra, sovrano inglese (n. 921)

## XI secolo(3)
- 1035 - Berengario Raimondo I di Barcellona, conte
- 1055 - Adalberto di Babenberg, nobile tedesco
- 1076 - Raimondo Berengario I di Barcellona, conte (n. 1023)

## XII secolo(2)
- 1154 - Lamberto di Bauduen, vescovo francese (n. 1084)
- 1163 - 'Abd al-Mu'min, sovrano berbero (n. 1094)

## XIII secolo(3)
- 1241 - Ruggero Bernardo II di Foix, conte
- 1249 - Riccardo di Teate
- 1273 - Giovanni dei Mangiadori, vescovo cattolico italiano

## XIV secolo(5)
- 1328 - Francesco Patrizi, presbitero italiano (n. 1266)
- 1339 - Aldona di Lituania, nobile lituana
- 1348 - Imbert Dupuis, cardinale francese
- 1362 - Luigi di Taranto, sovrano italiano (n. 1320)
- 1384 - Giovanni II d'Armagnac, nobile francese

## XV secolo(7)
- 1401 - Andrea Franchi, vescovo cattolico italiano (n. 1335)
- 1421 - Mehmet I, sultano ottomano (n. 1386)
- 1435 - Battista Chiavelli, politico italiano (n. 1385)
- 1436 - Giovanna, delfina d'Alvernia, nobile francese
- 1467 - Caterina Rangoni, nobile
- 1494 - Johann Freitag von Loringhoven (n. 1430)
- 1497 - Antonio Manetti, umanista, architetto e matematico italiano (n. 1423)

## XVI secolo(15)
- 1512 - Bayezid II, sultano ottomano (n. 1447)
- 1535 - Francesco Berni, scrittore, poeta e drammaturgo italiano (n. 1497)
- 1539 - Renata di Borbone-Montpensier, principessa francese (n. 1494)
- 1552 - Sebastian Münster, cartografo e cosmografo tedesco (n. 1488)
- 1555 - Sebastiano Gandolfi, letterato italiano
- 1576 - Vincenzo Danti, scultore italiano (n. 1530)
- 1577 - Carlo Gualteruzzi, letterato e filologo italiano (n. 1500)
- 1579 - Gamō Sadahide, militare giapponese (n. 1509)
- 1583 - Esmé Stewart, I duca di Lennox, duca scozzese (n. 1542)
- 1584 - Gamō Katahide, militare giapponese (n. 1534)
- 1585 - Cornelio I Bentivoglio, nobile (n. 1519)
- 1591 - Elia VII, vescovo cristiano orientale siro
- 1592 - Dirck Barendsz, pittore olandese (n. 1534)
- 1593 - Isidoro Caja de la Jara, vescovo cattolico spagnolo
- 1595 - Filippo Neri, presbitero e educatore italiano (n. 1515)

## XVII secolo(18)
- 1603 - Federico Spinola, ammiraglio italiano (n. 1571)
- 1617 - Elia VIII, vescovo cristiano orientale siro
- 1631 - Arrigo Caterino Davila, militare, scrittore e storico italiano (n. 1576)
- 1645 - Maria Anna di Gesù de Paredes, religiosa ecuadoriana (n. 1618)
- 1648 - Vincent Voiture, poeta francese (n. 1597)
- 1652 - Carlo Filiberto I d'Este, nobile (n. 1571)
- 1653 - Robert Filmer, filosofo inglese (n. 1588)
- 1668 - Giovanni Giuda Giona Battista, ebraista e diplomatico italiano (n. 1588)
- 1679 - Ferdinando Maria di Baviera, duca (n. 1636)
- 1679 - Francesco Pescaroli, architetto e intagliatore italiano (n. 1610)
- 1683 - Giovanni Adolfo I di Schwarzenberg, nobile (n. 1615)
- 1685 - Carlo II del Palatinato, nobile (n. 1651)
- 1690 - Samuel Lincoln, inglese (n. 1622)
- 1691 - Cornelis Tromp, ammiraglio olandese (n. 1629)
- 1693 - Al-Hurr al-'Amili, teologo e giurista arabo (n. 1624)
- 1696 - Albertina Agnese d'Orange, nobile olandese (n. 1634)
- 1698 - Luigi II d'Este, nobile italiano (n. 1648)
- 1699 - Francesco Maria Sauli, doge italiano (n. 1620)

## XVIII secolo(25)
- 1701 - Augusta di Schleswig-Holstein-Sonderburg-Glücksburg, principessa danese (n. 1633)
- 1702 - Zeb-un-Nissa, principessa e poetessa indiana (n. 1638)
- 1703 - Samuel Pepys, politico e scrittore inglese (n. 1633)
- 1703 - Hector de Callière, funzionario francese (n. 1648)
- 1706 - Marcantonio Barbarigo, cardinale e arcivescovo cattolico italiano (n. 1640)
- 1707 - Françoise-Athénaïs di Montespan, nobildonna francese (n. 1640)
- 1709 - Baldassarre Cenci, cardinale e arcivescovo cattolico italiano (n. 1648)
- 1711 - Wriothesley Russell, II duca di Bedford, nobile britannico (n. 1680)
- 1746 - Thomas Southerne, drammaturgo irlandese (n. 1660)
- 1747 - Pere Sans Jordà, vescovo cattolico e santo spagnolo (n. 1680)
- 1747 - Robert Valentine, musicista e compositore inglese
- 1755 - Louis Mandrin, brigante francese (n. 1725)
- 1763 - Rémy Ceillier, abate francese (n. 1688)
- 1764 - Peter Josef von Kofler, magistrato e politico austriaco (n. 1700)
- 1766 - Giovanni Lorenzo Berti, teologo e letterato italiano (n. 1696)
- 1767 - Gennaro Maria Albertini, religioso e vescovo cattolico italiano (n. 1715)
- 1771 - Zachary Hickes, esploratore britannico (n. 1739)
- 1774 - Wilhelm Reinhard von Neipperg, generale austriaco (n. 1684)
- 1780 - Guillaume Le Trosne, economista francese (n. 1728)
- 1782 - Ali II ibn Husayn, sovrano tunisino (n. 1712)
- 1791 - Pieter Hendrik Reynst, ammiraglio olandese (n. 1723)
- 1791 - Joseph Philipp Franz von Spaur, vescovo cattolico austriaco (n. 1718)
- 1796 - Francesco Maria Banditi, cardinale e arcivescovo cattolico italiano (n. 1706)
- 1799 - James Burnett, Lord Monboddo, magistrato, linguista e filosofo scozzese (n. 1714)
- 1800 - Alonso Núñez de Haro y Peralta, arcivescovo cattolico spagnolo (n. 1729)

## XIX secolo(60)
- 1809 - Carl Ludwig Bachmann, gambista e liutaio tedesco (n. 1743)
- 1814 - Cosimo Betti, magistrato e poeta italiano (n. 1727)
- 1818 - Michael Andreas Barclay de Tolly, feldmaresciallo russo (n. 1761)
- 1818 - Howell Cobb, politico statunitense (n. 1772)
- 1818 - Manuel Rodríguez Erdoíza, avvocato, politico e guerrigliero cileno (n. 1785)
- 1820 - Antonio Longo, pittore austriaco (n. 1742)
- 1821 - Liberale Cozza, pittore italiano (n. 1768)
- 1821 - Constance Mayer, pittrice francese (n. 1775)
- 1823 - Ferdinand Ernst Gabriel von Waldstein, mecenate tedesco (n. 1762)
- 1824 - Luigi Barilli, cantante italiano (n. 1764)
- 1824 - Cristiano Federico di Stolberg-Wernigerode, nobile tedesco (n. 1746)
- 1831 - Vincenzo Borelli, patriota italiano (n. 1786)
- 1831 - Georg Hermes, teologo e filosofo tedesco (n. 1775)
- 1831 - Ciro Menotti, patriota italiano (n. 1798)
- 1831 - Mariana de Pineda Muñoz, rivoluzionaria spagnola (n. 1804)
- 1832 - Jean-René Guitter detto Saint-Martin, ufficiale francese (n. 1772)
- 1835 - William Courtenay, IX conte di Devon, nobile inglese (n. 1768)
- 1836 - Stefano Gallini, medico, fisiologo e scienziato italiano (n. 1756)
- 1839 - Antonio Beffa Negrini, militare italiano (n. 1782)
- 1840 - William Sidney Smith, ammiraglio inglese (n. 1764)
- 1843 - Ljubica Vukomanović, principessa serba (n. 1788)
- 1844 - Jacques Laffitte, politico e banchiere francese (n. 1767)
- 1846 - Jónas Hallgrímsson, poeta islandese (n. 1807)
- 1848 - Étienne Leblond, ballerino francese (n. 1801)
- 1849 - Giovanni Amoretti, incisore italiano (n. 1764)
- 1855 - Jean Isidore Harispe, generale francese (n. 1768)
- 1859 - Célestin Du Pont, cardinale e arcivescovo cattolico francese (n. 1792)
- 1862 - Isaac Babbitt, inventore statunitense (n. 1799)
- 1864 - Charles Sealsfield, scrittore e giornalista austriaco (n. 1793)
- 1865 - Francisque Duret, scultore francese (n. 1804)
- 1867 - Norman J. Hall, militare statunitense (n. 1837)
- 1870 - Johann Heinrich Blasius, zoologo tedesco (n. 1809)
- 1871 - Aimé Maillart, compositore francese (n. 1817)
- 1871 - Jean-Baptiste Millière, politico e giornalista francese (n. 1817)
- 1871 - Henri Planchat, presbitero francese (n. 1823)
- 1872 - William Stimpson, biologo e zoologo statunitense (n. 1832)
- 1872 - Robert Wight, botanico scozzese (n. 1796)
- 1876 - František Palacký, storico, politico e scrittore ceco (n. 1798)
- 1876 - Alois Pokorny von Fürstenschild, generale austriaco (n. 1811)
- 1876 - Thomas W. Piper, serial killer canadese (n. 1849)
- 1877 - Giovanni Maria Finazzi, storico e presbitero italiano (n. 1802)
- 1879 - Valerian Andreevič Osinskij, rivoluzionario russo (n. 1852)
- 1880 - John Curwen, educatore inglese (n. 1816)
- 1881 - Jacob Bernays, filologo tedesco (n. 1824)
- 1881 - Richard L. Heschl, anatomista austriaco (n. 1824)
- 1883 - Abd el-Kader, militare e politico algerino (n. 1808)
- 1884 - Theodor Wilhelm Achtermann, scultore tedesco (n. 1799)
- 1884 - Joaquim António de Aguiar, politico portoghese (n. 1792)
- 1884 - Paolo Sacchi, militare italiano (n. 1807)
- 1886 - Paul-Gustave Herbinger, militare francese (n. 1839)
- 1886 - Andrea Kaggwa, ugandese (n. 1856)
- 1887 - Pietro Saulini Patrizi, vescovo cattolico italiano (n. 1825)
- 1888 - Angelo Grasso, impresario teatrale italiano (n. 1834)
- 1888 - Ascanio Sobrero, chimico e medico italiano (n. 1812)
- 1889 - Gioachino Zopfi, imprenditore svizzero (n. 1821)
- 1890 - Giuliano Venturini, patriota e scrittore italiano (n. 1820)
- 1891 - Staka Skenderova, scrittrice, educatrice e religiosa bosniaca (n. 1831)
- 1895 - Ahmed Cevdet, storico, letterato e politico turco (n. 1822)
- 1896 - Henry Barbet de Jouy, archeologo e storico francese (n. 1812)
- 1897 - Frank McCoppin, politico statunitense (n. 1834)

## XX secolo(230)
- 1902 - Jean-Joseph Benjamin-Constant, pittore e incisore francese (n. 1845)
- 1902 - Susette La Flesche, scrittrice, artista e oratrice statunitense (n. 1854)
- 1902 - Almon Strowger, inventore statunitense (n. 1839)
- 1903 - Alexander Calandrelli, scultore tedesco (n. 1834)
- 1903 - Marcel Renault, pilota automobilistico e imprenditore francese (n. 1872)
- 1904 - Alastair Ivan Ladislaus Lucidus Evans, schermidore statunitense (n. 1880)
- 1904 - Georges Gilles de la Tourette, medico francese (n. 1857)
- 1906 - Christoph Friedrich Hegelmaier, botanico e medico tedesco (n. 1833)
- 1907 - Ida McKinley, first lady statunitense (n. 1847)
- 1908 - Mirza Ghulam Ahmad, profeta indiano (n. 1835)
- 1910 - Cecilia Maria Molyneux, nobildonna inglese (n. 1838)
- 1912 - Eduardo López de Romaña, politico peruviano (n. 1847)
- 1912 - Amalia in Baviera, duchessa tedesca (n. 1865)
- 1914 - Raoul Mesnier de Ponsard, ingegnere portoghese (n. 1848)
- 1914 - Jacob Riis, giornalista e fotografo danese (n. 1849)
- 1915 - Julian Grenfell, poeta e militare britannico (n. 1888)
- 1915 - Emil Lask, filosofo tedesco (n. 1875)
- 1916 - Antonio Sertoli, militare italiano (n. 1894)
- 1917 - Emmanuel Louis Masqueray, architetto francese (n. 1861)
- 1917 - Paolo Racagni, militare italiano (n. 1888)
- 1918 - Luigi Arcioni, architetto italiano (n. 1841)
- 1918 - Carlo Forlanini, medico e inventore italiano (n. 1847)
- 1918 - Leopoldo Pellas, militare italiano (n. 1897)
- 1920 - Kostantin Ėsperovič Belosel'skij-Belozerskij, generale russo (n. 1843)
- 1922 - Alberto Castoldi, ingegnere e politico italiano (n. 1848)
- 1922 - Ernest Solvay, chimico, imprenditore e politico belga (n. 1838)
- 1922 - Gilson Willets, sceneggiatore, giornalista e scrittore statunitense (n. 1869)
- 1923 - Lionel Dauriac, musicologo e filosofo francese (n. 1847)
- 1923 - Albert Leo Schlageter, militare e politico tedesco (n. 1894)
- 1924 - Vittorio Cuttin, scrittore e giornalista italiano (n. 1870)
- 1924 - Nicola Gaetani d'Alife, nobile, imprenditore e politico italiano (n. 1857)
- 1924 - Cláudio José Gonçalves Ponce de Leão, arcivescovo cattolico brasiliano (n. 1841)
- 1924 - Victor Herbert, compositore, violoncellista e direttore d'orchestra irlandese (n. 1859)
- 1926 - Cecilia Maria de Candia, scrittrice britannica (n. 1853)
- 1926 - Rinaldo Camillo Rousset, arcivescovo cattolico italiano (n. 1860)
- 1926 - Arthur Somerset, nobile britannico (n. 1851)
- 1926 - Şehzade Mehmed Abdülhalim, principe ottomano (n. 1894)
- 1927 - Hermann von Stein, generale e politico tedesco (n. 1854)
- 1928 - John Burnet, filologo classico e storico scozzese (n. 1863)
- 1928 - Antonio Cicala, mafioso italiano (n. 1874)
- 1929 - Richard Heintz, pittore e incisore belga (n. 1871)
- 1931 - Kate Marsden, infermiera, esploratrice e scrittrice britannica (n. 1859)
- 1931 - Hans von Arnim, filologo classico e grecista tedesco (n. 1859)
- 1933 - Angelo Pavia, avvocato e politico italiano (n. 1858)
- 1933 - Jimmie Rodgers, cantante statunitense (n. 1897)
- 1934 - Alfonso di Borbone-Due Sicilie, nobile italiano (n. 1841)
- 1936 - Emil Freymark, altista statunitense (n. 1879)
- 1937 - Charles Henry Fromuth, pittore statunitense (n. 1858)
- 1937 - Karel Kramář, politico cecoslovacco (n. 1860)
- 1937 - Vladimir Ivanovič Nevskij, storico e rivoluzionario russo (n. 1876)
- 1937 - Vladimir Michajlovič Smirnov, rivoluzionario e politico russo (n. 1887)
- 1938 - John Jacob Abel, biochimico e farmacologo statunitense (n. 1857)
- 1939 - Charles Horace Mayo, medico statunitense (n. 1865)
- 1940 - Francesco Buonanno, imprenditore, dirigente d'azienda e politico italiano (n. 1858)
- 1940 - Guglielmo di Prussia, principe tedesco (n. 1906)
- 1941 - Gian Carlo Bitossi, militare italiano (n. 1909)
- 1942 - Libero Bovio, poeta, scrittore e drammaturgo italiano (n. 1883)
- 1942 - Lambert Ehrlich, teologo e etnologo sloveno (n. 1878)
- 1942 - Emil Ernst, astronomo tedesco (n. 1889)
- 1942 - Vezio Orazi, militare, prefetto e dirigente sportivo italiano (n. 1904)
- 1942 - Frederick Ruckstull, scultore e critico d'arte statunitense (n. 1853)
- 1942 - Annibale Sterzi, militare e aviatore italiano (n. 1915)
- 1943 - Tosia Altman, partigiana polacca (n. 1919)
- 1943 - Rein Boomsma, calciatore e militare olandese (n. 1879)
- 1943 - Edsel Ford, imprenditore statunitense (n. 1893)
- 1943 - Alice Tegnér, compositrice svedese (n. 1864)
- 1944 - Guglielmo Cartia, generale e saggista italiano (n. 1865)
- 1944 - Edmund Horton, bobbista statunitense (n. 1896)
- 1944 - Heinrich Knirr, pittore tedesco (n. 1862)
- 1944 - Licio Nencetti, partigiano italiano (n. 1926)
- 1944 - Vincenzo Pacifici, storico italiano (n. 1895)
- 1944 - Christian Wirth, militare tedesco (n. 1885)
- 1946 - Cagnaccio di San Pietro, pittore italiano (n. 1897)
- 1946 - Marziale Cerutti, generale e aviatore italiano (n. 1895)
- 1946 - Federico di Waldeck e Pyrmont, sovrano tedesco (n. 1865)
- 1946 - Louis Marc, nuotatore e pallanuotista francese (n. 1880)
- 1946 - Tamaki Miura, soprano giapponese (n. 1884)
- 1946 - Joseph Medill Patterson, giornalista e editore statunitense (n. 1879)
- 1947 - Helen Aitchison, tennista britannica (n. 1881)
- 1948 - Émile Gaston Chassinat, egittologo e archeologo francese (n. 1868)
- 1948 - Mirin Dajo, olandese (n. 1912)
- 1948 - Theodor Morell, medico tedesco (n. 1886)
- 1949 - Euday L. Bowman, pianista e compositore statunitense (n. 1887)
- 1949 - Giuseppe Colarieti Tosti, pittore, scultore e ceramista italiano (n. 1873)
- 1949 - Nikolas Stam, missionario e vescovo cattolico olandese (n. 1876)
- 1949 - Edouard Van Goethem, missionario e vescovo cattolico belga (n. 1873)
- 1951 - Lincoln Ellsworth, esploratore statunitense (n. 1880)
- 1952 - Amado Alonso, filologo spagnolo (n. 1896)
- 1952 - Anne Anderson, illustratrice scozzese (n. 1874)
- 1952 - Emilie Flöge, stilista austriaca (n. 1874)
- 1952 - Eugene Jolas, scrittore, critico letterario e traduttore statunitense (n. 1894)
- 1952 - Richard Rober, attore statunitense (n. 1910)
- 1953 - Gaetano Ballardini, storico dell'arte italiano (n. 1878)
- 1953 - Albert Spalding, violinista statunitense (n. 1888)
- 1954 - Sverre Berg-Johannesen, calciatore norvegese (n. 1902)
- 1954 - Ömer Nishani, politico albanese (n. 1887)
- 1954 - Franz Pfemfert, editore, giornalista e politico tedesco (n. 1879)
- 1955 - Alberto Ascari, pilota automobilistico e pilota motociclistico italiano (n. 1918)
- 1955 - Maurizio Maraviglia, politico italiano (n. 1878)
- 1956 - Sergej Petrovič Mel'gunov, politico, storico e pubblicista russo (n. 1879)
- 1956 - Al Simmons, giocatore di baseball statunitense (n. 1902)
- 1958 - Constantin Cantacuzino, nobile, aviatore e hockeista su ghiaccio rumeno (n. 1905)
- 1958 - Francis Carco, scrittore francese (n. 1886)
- 1958 - Arthur Hope, II barone Rankeillour, politico inglese (n. 1897)
- 1958 - Ray June, direttore della fotografia statunitense (n. 1895)
- 1958 - Ruth Smith, pittrice faroese (n. 1913)
- 1959 - Ed Walsh, giocatore di baseball e allenatore di baseball statunitense (n. 1881)
- 1960 - Ettore Allodoli, scrittore e critico letterario italiano (n. 1882)
- 1960 - André Jousseaume, cavaliere francese (n. 1894)
- 1961 - Léon Huot, calciatore francese (n. 1898)
- 1962 - Karl Rapp, imprenditore e ingegnere tedesco (n. 1882)
- 1963 - Sharon Lynn, attrice statunitense (n. 1901)
- 1963 - Otto von Rosen, tiratore a segno svedese (n. 1884)
- 1964 - Sven Friberg, calciatore svedese (n. 1895)
- 1965 - Franz Becker, calciatore tedesco (n. 1918)
- 1966 - Lodovico Benvenuti, partigiano e politico italiano (n. 1899)
- 1966 - Giovanni Battista Berardi, politico italiano (n. 1895)
- 1966 - Maurice Chambelland, sindacalista francese (n. 1901)
- 1966 - Edmond T. Gréville, regista francese (n. 1906)
- 1966 - Cornelius Hughes, criminale statunitense
- 1966 - Olof Molander, regista teatrale e regista svedese (n. 1892)
- 1967 - Emilio Decker, architetto italiano (n. 1892)
- 1967 - George E. Stone, attore polacco (n. 1903)
- 1967 - Gideon Ståhlberg, scacchista svedese (n. 1908)
- 1968 - Little Willie John, cantante e compositore statunitense (n. 1937)
- 1968 - Joseph MacDonald, direttore della fotografia statunitense (n. 1906)
- 1968 - Ruggero Vasari, poeta e pittore italiano (n. 1898)
- 1968 - Nate Watt, regista statunitense (n. 1889)
- 1969 - Paul Hawkins, pilota di Formula 1 australiano (n. 1937)
- 1969 - Pio Manzù, designer italiano (n. 1939)
- 1969 - Luigi Pelandi, storico dell'arte italiano (n. 1877)
- 1969 - Lucio Piccolo, poeta, esoterista e musicologo italiano (n. 1901)
- 1969 - Enrico Quaresima, linguista italiano (n. 1883)
- 1971 - Bokuzen Hidari, attore giapponese (n. 1894)
- 1971 - John Longden, attore britannico (n. 1900)
- 1971 - Armando Picchi, calciatore e allenatore di calcio italiano (n. 1935)
- 1971 - Umberto Ziveri, pittore italiano (n. 1891)
- 1972 - Armandinho, calciatore brasiliano (n. 1911)
- 1972 - Edna Goodrich, attrice cinematografica statunitense (n. 1883)
- 1973 - Jack Bamber, calciatore inglese (n. 1895)
- 1973 - Umberto Guarnieri, calciatore italiano (n. 1919)
- 1973 - Karl Löwith, filosofo tedesco (n. 1897)
- 1973 - Oten Shimokawa, fumettista e animatore giapponese (n. 1892)
- 1974 - Silvio Ambrosini, politico italiano (n. 1913)
- 1974 - Steen Due, hockeista su prato danese (n. 1898)
- 1974 - Eleonora d'Asburgo-Teschen, nobildonna (n. 1886)
- 1974 - Kitty Gordon, attrice teatrale britannica (n. 1878)
- 1974 - Allan McDonald, giocatore di snooker australiano
- 1974 - Enrico Medi, fisico e politico italiano (n. 1911)
- 1974 - Silvio Moser, pilota automobilistico svizzero (n. 1941)
- 1974 - Willy Sundblad, calciatore norvegese (n. 1917)
- 1976 - Edgar Moon, tennista australiano (n. 1904)
- 1976 - Martin Heidegger, filosofo tedesco (n. 1889)
- 1976 - Maggie Teyte, soprano britannico (n. 1888)
- 1976 - John Scalish, mafioso statunitense (n. 1912)
- 1977 - Tyrone Everett, pugile statunitense (n. 1953)
- 1977 - Seikichi Fujimori, scrittore e drammaturgo giapponese (n. 1892)
- 1977 - Mario Romani, calciatore italiano (n. 1907)
- 1977 - Czesław Wycech, politico, insegnante e storico polacco (n. 1899)
- 1978 - Ignacio de Alba y Hernández, vescovo cattolico messicano (n. 1890)
- 1978 - Roberto Angeli, presbitero italiano (n. 1913)
- 1978 - Erich Hagen, ciclista su strada tedesco (n. 1936)
- 1978 - Jorge Icaza, scrittore e drammaturgo ecuadoriano (n. 1906)
- 1978 - Tamara Platonovna Karsavina, ballerina russa (n. 1885)
- 1978 - Antenore Magri, pittore italiano (n. 1907)
- 1979 - George Brent, attore irlandese (n. 1899)
- 1979 - Tom Herron, pilota motociclistico britannico (n. 1948)
- 1980 - Emil Ochyra, schermidore polacco (n. 1936)
- 1982 - Vladimirs Svistuņenko, calciatore lettone (n. 1903)
- 1983 - Oleksandr Chira, vescovo cattolico (n. 1897)
- 1983 - Camille Michielsen, ciclista su strada belga (n. 1910)
- 1983 - Raffaello Morghen, storico e medievista italiano (n. 1896)
- 1983 - Willy Rozier, attore, regista e produttore cinematografico francese (n. 1901)
- 1983 - Louise Weiss, giornalista, politica e scrittrice francese (n. 1893)
- 1986 - Vitalij Michajlovič Abalakov, alpinista e ingegnere sovietico (n. 1906)
- 1986 - Gunnar Björnstrand, attore svedese (n. 1909)
- 1986 - Gian-Carlo Coppola, attore statunitense (n. 1963)
- 1987 - Rolando Alvarez da Cruz, pallanuotista brasiliano (n. 1930)
- 1987 - Giovanni Battista Pardini, vescovo cattolico italiano (n. 1904)
- 1987 - Arthur M. Sackler, psichiatra e collezionista d'arte statunitense (n. 1913)
- 1987 - Ajita Wilson, attrice, modella e attrice pornografica statunitense (n. 1950)
- 1988 - Antonio Bardellino, mafioso italiano (n. 1945)
- 1988 - Jim Carmichael, animatore e doppiatore statunitense (n. 1909)
- 1988 - Nello Segurini, compositore, direttore d'orchestra e attore italiano (n. 1910)
- 1988 - Nicolò Vittori, canottiere italiano (n. 1909)
- 1989 - Gino Barbieri, economista e storico italiano (n. 1913)
- 1989 - Pierre Everaert, ciclista su strada e dirigente sportivo francese (n. 1932)
- 1989 - Don Revie, calciatore e allenatore di calcio inglese (n. 1927)
- 1989 - Kazuko Takatsukasa, principessa giapponese (n. 1929)
- 1990 - Marguerite Church, politica e psicologa statunitense (n. 1892)
- 1990 - René David, giurista francese (n. 1906)
- 1990 - Emil Konopinski, fisico statunitense (n. 1911)
- 1990 - Chris McGregor, pianista e compositore sudafricano (n. 1936)
- 1990 - Jean-Pierre Velly, incisore, pittore e disegnatore francese (n. 1943)
- 1991 - Gerald Birks, aviatore canadese (n. 1894)
- 1991 - Tom Eyen, drammaturgo, librettista e paroliere statunitense (n. 1940)
- 1991 - Léon Gischia, pittore francese (n. 1903)
- 1991 - Eugène Lourié, regista francese (n. 1905)
- 1991 - Armando Saitta, storico italiano (n. 1919)
- 1991 - Parker Vooris, bobbista statunitense (n. 1912)
- 1992 - George Morrow, contrabbassista statunitense (n. 1925)
- 1992 - Domenico Sartor, politico italiano (n. 1913)
- 1993 - Kimon Friar, poeta e traduttore statunitense (n. 1911)
- 1993 - Fernando Lopez, politico filippino (n. 1904)
- 1994 - Maria Badaloni, politica italiana (n. 1903)
- 1994 - George Wildman Ball, diplomatico e banchiere statunitense (n. 1909)
- 1994 - Claudine Dupuis, attrice francese (n. 1924)
- 1994 - André Gérard, allenatore di calcio e calciatore francese (n. 1911)
- 1994 - Jules Keignaert, pallanuotista francese (n. 1907)
- 1994 - Norberto Menéndez, calciatore argentino (n. 1936)
- 1995 - Tony Azito, ballerino e attore statunitense (n. 1948)
- 1995 - Friz Freleng, regista e produttore cinematografico statunitense (n. 1906)
- 1995 - Edmund Hansen, pistard danese (n. 1900)
- 1995 - Bruno Lanfranchi, attore teatrale, regista e comico italiano (n. 1917)
- 1995 - Eriprando Visconti, regista e sceneggiatore italiano (n. 1932)
- 1996 - Haika Grossman, politica e partigiana polacca (n. 1919)
- 1996 - Gerard Hallock, hockeista su ghiaccio statunitense (n. 1905)
- 1996 - Milan Ribar, allenatore di calcio e calciatore jugoslavo (n. 1930)
- 1997 - Manfred von Ardenne, fisico tedesco (n. 1907)
- 1997 - Ernst Biehler, generale tedesco (n. 1903)
- 1997 - Jack Jersey, musicista e cantante olandese (n. 1941)
- 1997 - Erik Pausin, pattinatore artistico su ghiaccio austriaco (n. 1920)
- 1998 - Lucio Mariano Brandi, politico italiano (n. 1918)
- 1998 - Pasquale Lops, politico italiano (n. 1927)
- 1998 - Domenico Morelli, architetto e ingegnere italiano (n. 1900)
- 1999 - Annarita Buttafuoco, storica italiana (n. 1951)
- 1999 - William Cutolo, mafioso italiano (n. 1949)
- 1999 - Waldo Semon, inventore statunitense (n. 1898)
- 2000 - Max Schellenberg, ciclista su strada svizzero (n. 1927)
- 2000 - Samuel A. Taylor, commediografo e sceneggiatore statunitense (n. 1912)

## XXI secolo(129)
- 2001 - Vittorio Brambilla, pilota motociclistico e pilota automobilistico italiano (n. 1937)
- 2001 - Aldo Cetrullo, politico italiano (n. 1919)
- 2001 - Roman Codreanu, lottatore rumeno (n. 1952)
- 2001 - Anne Haney, attrice statunitense (n. 1934)
- 2001 - Antonio Russello, scrittore italiano (n. 1921)
- 2002 - Michel Jobert, politico francese (n. 1921)
- 2002 - Marion J. Levy Jr., sociologo statunitense (n. 1918)
- 2002 - Mamo Wolde, maratoneta e mezzofondista etiope (n. 1932)
- 2003 - Melitta Brunner, pattinatrice artistica su ghiaccio austriaca (n. 1907)
- 2003 - Virginia Carini Dainotti, bibliotecaria italiana (n. 1911)
- 2003 - Carlos Eduardo Dolabella, attore brasiliano (n. 1937)
- 2003 - Kathleen Winsor, scrittrice statunitense (n. 1919)
- 2004 - Luigi Bonos, attore tedesco (n. 1910)
- 2004 - Aldo Carlan, pittore italiano (n. 1908)
- 2004 - Donald Hamish Cameron, ufficiale scozzese (n. 1910)
- 2004 - Valerio Riva, giornalista italiano (n. 1929)
- 2005 - Eddie Albert, attore, showman e cantante statunitense (n. 1906)
- 2005 - Aldo Davanzali, imprenditore italiano (n. 1923)
- 2005 - Sangoulé Lamizana, politico e militare burkinabé (n. 1916)
- 2005 - Krzysztof Nowak, calciatore polacco (n. 1975)
- 2006 - Bianca Garufi, scrittrice, poetessa e psicoanalista italiana (n. 1918)
- 2006 - Édouard Michelin, imprenditore francese (n. 1963)
- 2006 - Anita Roberts, biologa statunitense (n. 1942)
- 2006 - Renato Scala, paroliere e scrittore italiano (n. 1928)
- 2006 - Ted Schroeder, tennista statunitense (n. 1921)
- 2007 - James Beck, storico dell'arte statunitense (n. 1930)
- 2007 - Marek Krejčí, calciatore slovacco (n. 1980)
- 2007 - Sirio Piovesan, violinista italiano (n. 1917)
- 2007 - Howard Porter, cestista statunitense (n. 1948)
- 2008 - Anna Cabras Brundo, scultrice e pittrice italiana (n. 1919)
- 2008 - Giuseppe Buratti, ciclista su strada italiano (n. 1929)
- 2008 - Michał Cwynar, militare e aviatore polacco (n. 1915)
- 2008 - Dick Evans, giocatore di football americano e cestista statunitense (n. 1917)
- 2008 - Sydney Pollack, regista, attore e produttore cinematografico statunitense (n. 1934)
- 2008 - Daniel Van Ryckeghem, ciclista su strada e ciclocrossista belga (n. 1945)
- 2009 - Antonio Braga, compositore, critico musicale e giornalista italiano (n. 1929)
- 2010 - Leo Canjels, calciatore olandese (n. 1933)
- 2010 - Marie Corridon, nuotatrice statunitense (n. 1930)
- 2010 - Anthony Hicks, musicologo, critico musicale e scrittore britannico (n. 1943)
- 2010 - John P. Lewis, economista statunitense (n. 1921)
- 2010 - Piero Pierobon, calciatore italiano (n. 1931)
- 2011 - Peter Boom, attivista, cantante e attore olandese (n. 1936)
- 2011 - Gino Maringola, attore italiano (n. 1917)
- 2012 - Zvi Aharoni, militare israeliano (n. 1921)
- 2012 - Arthur De Cabooter, ciclista su strada e pistard belga (n. 1936)
- 2012 - Anna-Lisa Eriksson, fondista svedese (n. 1928)
- 2012 - Hans Schmidt, wrestler canadese (n. 1925)
- 2013 - Gioacchino Calabrò, fantino e avvocato italiano (n. 1926)
- 2013 - Giuseppe Dispinzeri, allenatore di pallacanestro italiano (n. 1923)
- 2013 - Jack Vance, scrittore statunitense (n. 1916)
- 2013 - Otto Mühl, artista austriaco (n. 1925)
- 2013 - Renzo Orrù, fumettista, illustratore e pittore italiano (n. 1931)
- 2013 - Peter Wolff-Metternich zur Gracht, teologo e imprenditore tedesco (n. 1924)
- 2014 - Francesco d'Avalos, compositore e direttore d'orchestra italiano (n. 1930)
- 2014 - Houshang Seyhoun, pittore, scultore e architetto iraniano (n. 1920)
- 2014 - Baselios Thoma Didymos I, vescovo cristiano orientale indiano (n. 1921)
- 2014 - Manuel Uribe, messicano (n. 1965)
- 2014 - Jerry Lee Wells, cestista statunitense (n. 1944)
- 2015 - Vicente Aranda, regista e sceneggiatore spagnolo (n. 1926)
- 2015 - Claudio Caligari, regista e sceneggiatore italiano (n. 1948)
- 2015 - Gianni Capelli, architetto e storico dell'arte italiano (n. 1920)
- 2015 - Paula Cooper, criminale statunitense (n. 1969)
- 2015 - Gottfried Diener, bobbista svizzero (n. 1926)
- 2015 - Robert Kraft, astronomo statunitense (n. 1927)
- 2015 - Maurizio Lodi-Fè, produttore cinematografico italiano (n. 1918)
- 2015 - João Lucas, calciatore portoghese (n. 1979)
- 2016 - Kazimierz Barburski, schermidore polacco (n. 1942)
- 2016 - Loris Francesco Capovilla, cardinale e arcivescovo cattolico italiano (n. 1915)
- 2016 - Roberto Diem Tigani, compositore e direttore d'orchestra italiano (n. 1954)
- 2016 - Theodore Dumitru, allenatore di calcio e dirigente sportivo rumeno (n. 1939)
- 2016 - Gustav Meier, direttore d'orchestra e docente svizzero (n. 1929)
- 2016 - Wanaro N'Godrella, tennista francese (n. 1949)
- 2016 - Arturo Pomar, scacchista spagnolo (n. 1931)
- 2016 - Bob Williams, giocatore di football americano statunitense (n. 1930)
- 2017 - Toni Bertorelli, attore e regista teatrale italiano (n. 1948)
- 2017 - Laura Biagiotti, stilista italiana (n. 1943)
- 2017 - Zbigniew Brzezinski, politico e politologo polacco (n. 1928)
- 2017 - Jim Bunning, giocatore di baseball e politico statunitense (n. 1931)
- 2017 - Dobromir Taškov, allenatore di calcio e calciatore bulgaro (n. 1925)
- 2017 - Carlo Zorzoli, ciclista su strada italiano (n. 1933)
- 2018 - Alan Bean, astronauta statunitense (n. 1932)
- 2018 - Pierre Bellemare, scrittore, conduttore televisivo e attore francese (n. 1929)
- 2018 - Ted Dabney, ingegnere elettrotecnico statunitense (n. 1937)
- 2018 - Gloria LeRoy, attrice statunitense (n. 1925)
- 2018 - Roger Piantoni, calciatore francese (n. 1931)
- 2018 - Julio Ribéra, fumettista spagnolo (n. 1927)
- 2019 - Bart Starr, giocatore di football americano statunitense (n. 1934)
- 2019 - Stephen Thorne, attore britannico (n. 1935)
- 2019 - Prem Tinsulanonda, politico e generale thailandese (n. 1920)
- 2019 - Vittorio Zucconi, giornalista e scrittore italiano (n. 1944)
- 2020 - Richard Herd, attore statunitense (n. 1932)
- 2020 - Irm Hermann, attrice tedesca (n. 1942)
- 2020 - Stanley Ho, imprenditore cinese (n. 1921)
- 2020 - Oleh Hornykiewicz, biochimico austriaco (n. 1926)
- 2020 - Anthony James, attore statunitense (n. 1942)
- 2020 - Prahlad Jani, mistico indiano (n. 1929)
- 2020 - Osvaldo Nardiello, calciatore argentino (n. 1936)
- 2020 - Glyn Pardoe, calciatore e allenatore di calcio inglese (n. 1946)
- 2021 - Sergio Agnoli, mezzofondista e maratoneta italiano (n. 1926)
- 2021 - Isabella De Bernardi, attrice e pubblicitaria italiana (n. 1963)
- 2021 - Shane Briant, attore e scrittore britannico (n. 1946)
- 2021 - Tarcisio Burgnich, calciatore e allenatore di calcio italiano (n. 1939)
- 2021 - Arturo de Jesús Correa Toro, vescovo cattolico colombiano (n. 1941)
- 2021 - Murray Dowey, hockeista su ghiaccio canadese (n. 1926)
- 2021 - Maruja García, modella spagnola (n. 1943)
- 2021 - Spas Natov, cestista bulgaro (n. 1968)
- 2021 - Luciana Novaro, ballerina, coreografa e regista teatrale italiana (n. 1923)
- 2021 - Elisabeth Rechlin, pallanuotista tedesca (n. 1930)
- 2022 - Andrea Canevaro, pedagogista e editore italiano (n. 1939)
- 2022 - Ciriaco De Mita, politico italiano (n. 1928)
- 2022 - Andrew Fletcher, tastierista e musicista britannico (n. 1961)
- 2022 - Ray Liotta, attore statunitense (n. 1954)
- 2022 - Claude Michelet, scrittore francese (n. 1938)
- 2022 - Enju Todorov, lottatore bulgaro (n. 1943)
- 2022 - Alan White, batterista britannico (n. 1949)
- 2023 - French Chang-Him, vescovo anglicano seychellese (n. 1938)
- 2023 - Roberto Cicciomessere, politico e informatico italiano (n. 1946)
- 2023 - László Hódy, cestista ungherese (n. 1934)
- 2023 - Samuel Kosgei, maratoneta keniota (n. 1986)
- 2023 - Miguel Ángel Vidal, calciatore argentino (n. 1934)
- 2024 - Hugo Arévalo, cantautore, chitarrista e regista televisivo cileno (n. 1940)
- 2024 - Leary Lentz, cestista statunitense (n. 1945)
- 2025 - Antonio Baseotto, vescovo cattolico argentino (n. 1932)
- 2025 - Giuliano Berretta, dirigente d'azienda italiano (n. 1940)
- 2025 - Rick Derringer, cantante, chitarrista e compositore statunitense (n. 1947)
- 2025 - Robert Jarvik, ingegnere statunitense (n. 1946)
- 2025 - Massimo Marconi, fumettista italiano (n. 1945)
- 2025 - Waleed Mubarak, calciatore kuwaitiano (n. 1959)
- 2025 - Charles B. Rangel, politico statunitense (n. 1930)

## Senza anno specificato(1)
- Billung, nobile sassone